# Gerichtsgebäude (Inveraray)

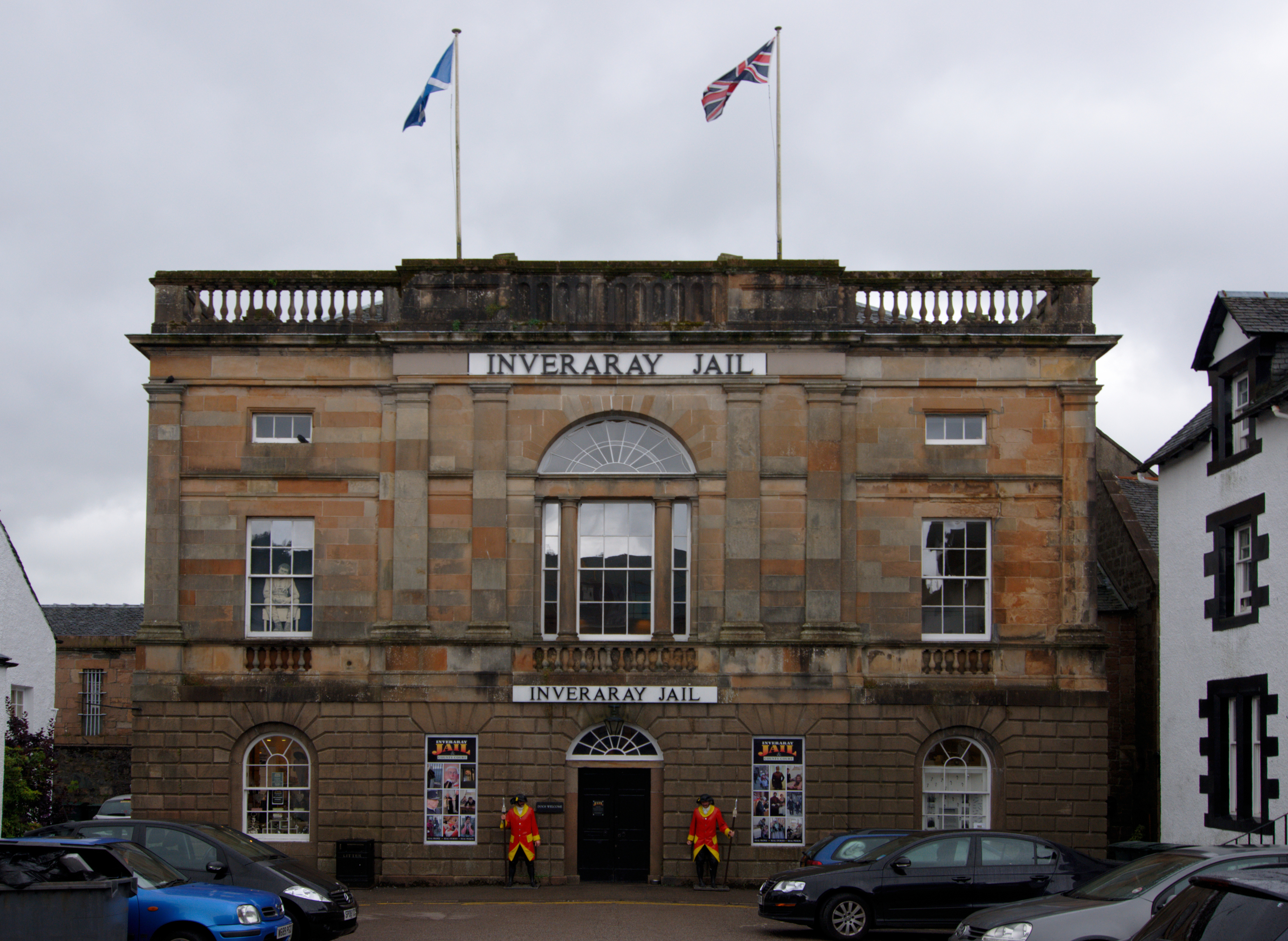
Gerichtsgebäude von Inveraray

Das Gerichtsgebäude von Inveraray befindet sich im Osten der schottischen Stadt Inveraray nahe dem Ufer des Meeresarmes Loch Fyne. Das Gebäude beherbergt auch das Gefängnis der Stadt und ist meerseitig durch die denkmalgeschützte Gefängnismauer abgegrenzt.
Als Architekt war James Gillespie Graham für die Durchführung der Bauarbeiten und die Planung der Mauer verantwortlich. Teile des Gebäudes wurden auch von Robert Reid geplant. Für das alte Gerichtsgebäude zeichnet John Adam verantwortlich. Der Bau wurde 1816 begonnen und 1820 abgeschlossen. Der Gerichtssaal befindet sich im Obergeschoss. 1966 wurde das Gerichtsgebäude in die schottischen Denkmallisten in der höchsten Kategorie A aufgenommen.
Das Gefängnis wurde 1889 geschlossen, die Gerichte verlagerten ihren Sitz 1953 nach Oban beziehungsweise 1954 nach Dunoon. In der Folge begann das nun nur noch sporadisch genutzte Gebäude zu verfallen. Nach einer ausgedehnten Renovierung wurde der Komplex im Mai 1989 als Museum wiedereröffnet.

## Beschreibung
Das zweistöckige Gebäude mit ausgebautem Dachgeschoss weist die Merkmale der Georgianischen Architektur auf. Die Hauptfassade ist aus freiliegenden Quadersteinen gemauert. Die seitlichen Fassaden sind hingegen in der traditionellen Harling-Technik verputzt. Das Gebäude schließt mit einem steinernen Brüstungsgeländer ab, welches das dahinterliegende Walmdach großteils verdeckt. Der Eingang ist zentral in die Fassade eingelassen. Ein darübergelegenes Sprossenfenster wird von einem Lünettenfenster gekrönt. Vier Pilaster rahmen dieses Segment ein. Auch die Kanten der Front sind als Pilaster gearbeitet.